# (8112) Cesi
(8112) Cesi (1995 JJ) – planetoida z grupy pasa głównego asteroid okrążająca Słońce w ciągu 5,16 lat w średniej odległości 2,98 au. Odkryta 3 maja 1995 roku.